# Kostel svatého Václava (Lažany)
Kostel svatého Václava se nachází na mírném vršku u hlavní silnice v obci Lažany, části města Skuteč v okrese Chrudim v Pardubickém kraji. Gotický chrám s románskými základy obklopuje zeď s barokní branou. Celý areál kostela je chráněn jako kulturní památka od roku 1964 pod číslem č. 6-894.

## Historie
Kostel je v písemných pramenech poprvé zmiňován v roce 1350 coby farní kostel, který patřil k biskupství litomyšlskému. Jeho výstavbu lze dát do souvislosti s osídlováním severní části Českomoravské vrchoviny během 11.-13. století za podpory venkovských klášterů. Zde se jednalo o aktivity nedalekého benediktinského kláštera v Podlažicích, který je znám zejména kvůli Kodexu gigas. Po postavení hradu Rychmburk začátkem 13. století byl kostel využíván jeho vlastníky, neboť majitelé rychmburského panství dosazovali kněze i pohřbívali zde členy svých rodin. Roku 1297 patřilo panství Benešovi z Vartenberka, V druhé polovině 14. století byl majitelem panství Smil Flaška z Pardubic a Rychmburka. Ten ho prodal v roce 1392 Otovi Berkovi a Bočkovi z Kunštátu a Poděbrad, v listině jsou uvedeny všechny vsi a tři městečka panství Skuteč, Svratka a Hlinsko. Za husitských válek byl kostel sv. Václava poškozen, neboť v roce 1425 husitské vojsko táhlo krajem a dobylo hrad Rychmburk (posádka hradu se vzdala výměnou za volný odchod) poté, co byl v Lažanech u rybníka "Spálivce" upálen opat podlažického kláštera. Husitský hejtman Jan Pardus z Horky si hrad na čas přivlastnil. K obnovení kostela došlo za vlastnictví Šťastných z Valdštejna, kteří ho využívali pro pohřbívání rodinných příslušníků. K přestavbám bylo přikročeno v druhé polovině 16. století za přispění Berků z Dubé, kdy byla přistavěna jižní předsíň a zvýšena věž, což dokládají letopočty 1545 a 1599 na portále v 1. patře věže a také dendrologická datace. V roce 1677 byl kostel filiální do Skutče. V roce 1769 byla dána nová střecha, poté byla stavěna brána, což dokládaly letopočty 1775 a 1799. Ve druhé polovině 18. stol. byla také opravena obranná zeď kolem kostela a hřbitova s barokní branou a sochou sv. Václava v nice. V roce 1836 došlo k odstranění svrchní dřevěné části věže a bylo postaveno zděné patro. Od roku 2018 se kostel rekonstruuje, v únoru 2021 byl hotový interiér a omítnuta věž. Při restaurátorských průzkumech předcházejícím rekonstrukci bylo například objeveno sgrafito na věži.

## Popis

### Exteriér
Jedná se o jednolodní stavbu s trojboce ukončeným presbytářem, k němuž je na severní straně přičleněna lichoběžníková kaple, která slouží jako sakristie. Hranolová věž v západní části má ve spodní části střílnová okénka.

### Interiér
Presbytář je zaklenut jedním polem křížové klenby a paprsčitě v závěru. Klínově vyžlabená žebra dosedají na figurální konzoly s maskarony. Loď je oddělena od presbytáře vítězným obloukem a je plochostropá.